# Тинне, Александрина
Алексина Тинне (Александрина Пьетернелла Франсуаза Тинн, нидерл. Alexandrine "Alexine" Pieternella Françoise Tinne; 17 октября 1835, Гаага — 1 августа 1869, Феццан) — голландская исследовательница Африки.

## Биография
Алексина была дочерью Филиппа Тинне, голландского торговца, осевшего в Англии во время Наполеоновских войн, но позже вернувшегося на родину, и баронессы Генриетты ван Капеллен, дочери адмирала Теодора Фредерика ван Капеллена. Отец Александрины скончался, когда ей было пять лет, в результате чего она сделалась самой состоятельной наследницей в Нидерландах. В юности Тинне много путешествовала по Норвегии, Италии, Ближнему Востоку и Египту.

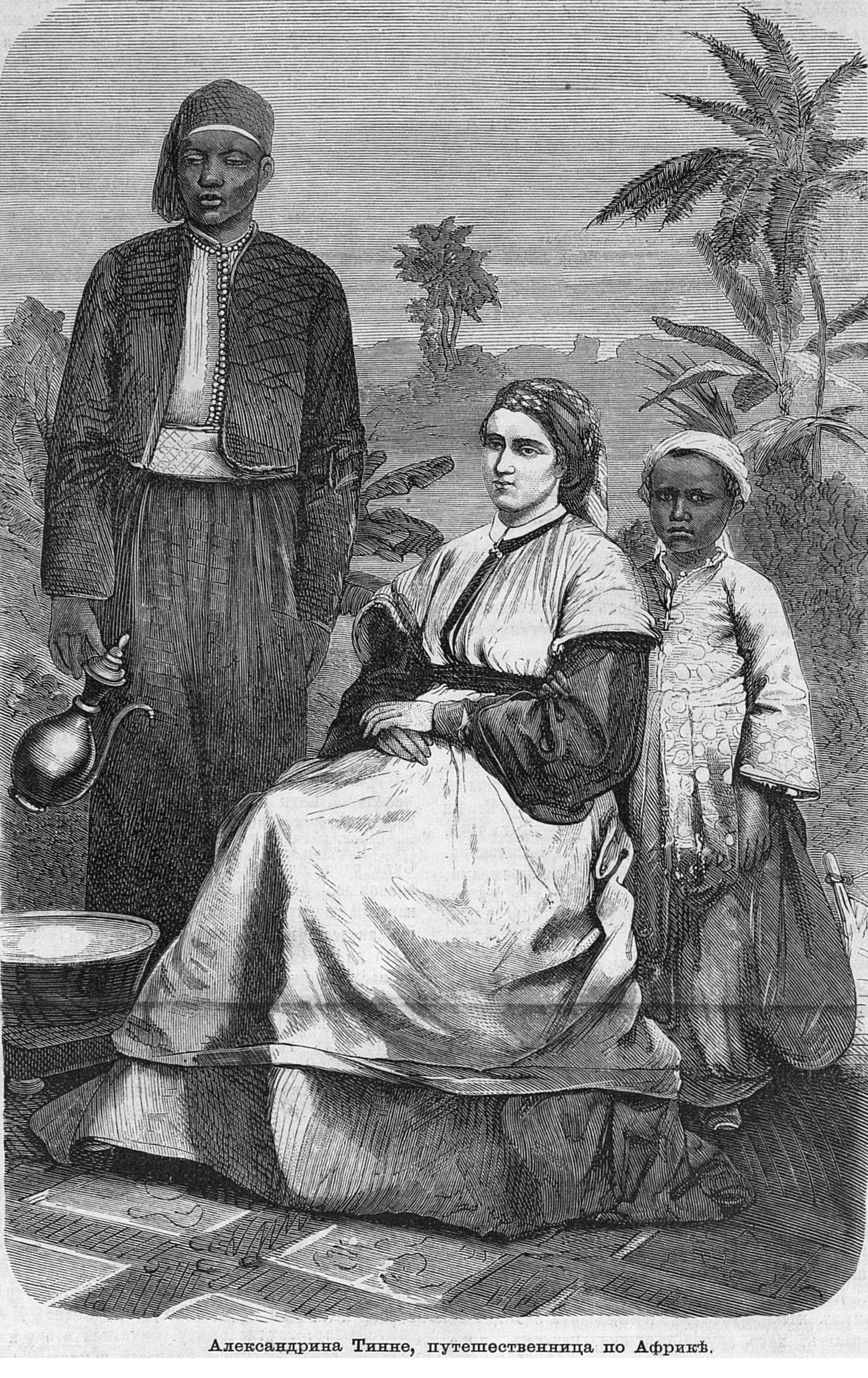
Алексина Тинне в Африке

В 1861 году Тинне переселилась в Египет. 9 января 1862 года она в компании матери и тёти отправилась в путешествие из Каира на юг вдоль реки Нил. Ненадолго остановившись в Хартуме, путешественницы двинулись по Белому Нилу и исследовали часть Собата. В ноябре они вернулись в Хартум, где встретились с исследователями Теодором фон Гейглином и Германном Штейднером. Все вместе они в феврале 1863 года отправились к Бахр-эль-Газалю, малоизученному притоку Белого Нила. Цель экспедиции состояла в том, чтобы выяснить как далеко на запад простирается бассейн Нила, а также попытаться найти крупное озеро в Центральной Африке, о котором сообщали некоторые исследователи.
До 10 марта путешественники двигались по реке, затем продолжили путь по суше, добравшись до границ владений народа занде (север современной Демократической Республики Конго). Во время путешествия участники экспедиции страдали от лихорадки. Штейднер скончался в апреле, Генриетта Тинне — в июне. Оставшимся исследователям удалось вернуться в Хартум в июле 1864 года, где умерла тётя Александрины. Тинне вернулась в Каир через Суакин с телами близких, которые позже были захоронены в Гааге. Эта экспедиция имела большое научное значение, Гейглин описал её в сочинениях «Die Tinn é sche Expedition im westlichen Nilgebiet 1863—64» (Гота, 1865) и «Reise in das Gebiet des Weissen Nil etc.» (Лейпциг, 1869). Тинне ещё четыре года жила в Каире, посетила Тунис, Алжир и другие регионы Средиземноморья.
В январе 1869 года Тинне отправилась из Триполи с караваном через Сахару к озеру Чад. Дальше караван через Вадаи, Дарфур и Кордофан должен был направиться к верховьям Нила. В Мурзуке Алексина встретилась с немецким исследователем Густавом Нахтигалем, который отправлялся исследовать горное плато Тибести. Однако 1 августа 1869 года на пути из Мурзука в Гхат Тинне вместе с двумя сопровождавшими её голландскими моряками была убита туарегами, которые решили, что в железных ёмкостях для воды исследовательница везла золото.